# گلیم افشار خوزستان
این گلیم در طرح و بافت به دست بافته‌های لر‌ها شبیه است و گاه به اشتباه در گروه لر و بختیاری قرار می‌گیرد
آن‌ها در دست بافته‌های خود از رنگ‌های متنوع و طرح‌های سنتی که دارای استقلال و خلوص خاصی است بهره می‌برند.

## خصوصیات گلیم افشار خوزستان
گلیم‌هایی با زمینه یکدست و طرح‌های لوزی شکل و پشم در بافت این گلیم‌ها زبر تر است و شل تر ریسیده می‌شود و موقع لمس کردن دست بافته ضخیم‌تر به نظر می‌رسد. تر کیب بندی این گلیم دارای پیچیدگی کمتری است و متن‌ها مشخص و ساده است.
قسمت‌های فرعی بدون هیچ زینتی از متن اصلی جدا شده و دارای حاشیه بسیار ساده است.

## ویژگی‌های ظاهری
طرح زمینه دارای دو یا سه ترنج بر روی بافت یکدست است.
این گلیم دارای حاشیه باریک است.
اندازه و شکل در این گلیم‌ها اکثراً کوچک و مستطیل شکل است.
مواد اولیه مورد استفاده در این گلیم‌ها تارهای نخی و پودهای پشمی زبراست.
روش بافت در این گلیم‌ها معمولاً چاکدار و در بعضی بافت متصل جفت قلاب است.
رنگ‌های به کار رفته در این گلیم محدود است و بیشتر رنگ‌های تیره به کار می‌رود.
این گلیم دارای ریشه است که به صورت گیس بافت‌های ضخیم بافته شده‌است.
شیرازه‌های این گلیم به وسیلهٔ ریسمان‌های اضافه تقویت شده‌است.

## وجه تسمیه
خوزستان  استانی در جنوب غربی ایران است. اولین اقامت گاه افشار‌ها محسوب می‌شود. در قرن دوازدهم به ناحیه شوشتر که کناره رودخانه گرگر قرار داشت مهاجرت کردند.